# سه، پنج، دو (مجموعه تلویزیونی ۱۳۸۲)
سه، پنج، دو یک مجموعه تلویزیونی محصول سال ۱۳۸۲ به کارگردانی، نویسندگی مهرداد غفارزاده و تهیه‌کنندگی سعید مهران می‌باشد. این مجموعه در ۳۴ قسمت با موضوع حواشی فوتبال از از برنامه کودک و نوجوان شبکه ۲ پخش شد.

## بازیگران
- سیده آیه نغمه خوان
- فلور نظری
- جهانگیر الماسی
- سیدجواد هاشمی
- آتش تقی‌پور
- حسین خانی‌بیک
- حسین مهری
- حمید تاج دولتی
- خداداد عزیزی
- رسول خطیبی
- زهره فکورصبور
- سهیل تاکی
- عباس غزالی
- مجید فراهانی دلبند
- محسن بیاتی‌نیا
- محمدهادی قمیشی
- مصطفی ماندگاری
- بهشاد شریفیان
- مصطفی عدالت‌خواه
- فاطمه لیموناتی یزد
- عبد الرسول مالکی
- پویا فهیمی

## عوامل تولید
- نویسندگان: مهرداد غفارزاده، همایون هدایتیان، حسین دردشتی
- مدیر تصویر برداری: محمد خدابخش
- صدابرداران: محمد حبیبی، فرخ فدایی
- مدیر تولید: تیمور شعبانی
- تدوین: سهراب خسروی
- آهنگساز: محمد سالاروند
- عکاس: امیر مهران